# Miss Monte-Cristo
Miss Monte-Cristo (Hangul: 미스 몬테크리스토; RR: Miseu Montekeuriseuto), es una serie de televisión surcoreana transmitida del 15 de febrero de 2021 hasta el 2 de julio de 2021 a través de KBS2.

## Sinopsis
Go Eun-jo, es una diseñadora de moda que sueña con convertirse en una diseñadora top como su difunto padre. Quiere que la gente que la rodea sea feliz, sin embargo su vida cambia repentinamente cuando sus amigas la traicionan, lo que ocasiona que pierda todo.
Cinco años más tarde, regresa con una nueva identidad y jura vengarse de todos los responsables de su intento de asesinato. Su principal objetivo, Oh Ha-ra, una rica heredera chaebol y socialité con complejos de inferioridad que termina convirtiéndose en la rival de Eun-jo.

## Reparto

### Personajes principales[5]
| Actor           | Personaje                   | N.º de episodios | Notas |
| --------------- | --------------------------- | ---------------- | --- |
| Lee So-yeon     | Gong Eun-jo / Hwang Ga-heun | -                | Es una diseñadora de moda prometedora llamada la "reina de las ventas" de Dongdaemun. Es la directora de la gerencia de diseño de moda de "Jaewang Fashion". Está enamorada de Cha Seon-hyeok y es mejor amiga de Cho Bo-mi. En un abrir y cerrar de ojos pierde todo cuando sus "amigas" Oh Ha-ra y Joo Se-rin, la traicionan e intentan matar. Después de 5 años, regresa bajo el nombre de "Hwang Ga-heun", la hija de Jin Hwang, un poderoso inversionista de Hong Kong con el objetivo de vengarse. |
| Choi Yeo-jin    | Oh Ha-ra                    | -                | Es la hermanastra de Oh Ha-joon, una actriz posesiva y obsesiva. Celosa de Gong Eun-jo a quien dice llamar su amiga, conspira para matarla y así conquistar a Cha Seon-hyeok, de quien está enamorada. Ha-ra es la responsable de la muerte del bebé de Eun-jo y de su padre. |
| Kyung Sung-hwan | Cha Seon-hyeok              | -                | Es el primer amor de Gong Eun-jo, así como el hermano de Cha Bo-mi e hijo de Cho-sim. Es un director de planificación estratégica del "Jaewang Group". En el pasado estuvo a punto de casarse con Eun-jo cuando ella fue víctima de una conspiración. |
| Lee Sang-bo     | Oh Ha-joon                  | -                | Es el hermanastro de Oh Ha-ra, un director general ejecutivo de "Jaewang Group". |

### Personajes secundarios
| Actor         | Personaje   | N.º de episodios | Notas                                                              |
| ------------- | ----------- | ---------------- | ------------------------------------------------------------------ |
| Jung Seung-ho | Go Sang-man | -                | Es el padre de Gong Eun-jo y dueño del complejo comercial "Goeun". |

### Otros personajes
| Actor      | Personaje     | N.º de episodios | Notas |
| ---------- | ------------- | ---------------- | ----- |
| Seo Ji-won | Shin Deok-gyu | -                |       |

## Episodios
La serie está conformada por cien episodios, los cuales son emitidos todos los lunes, martes, miércoles, jueves y viernes a las 19:50 (KST).

### Ratings
Los números en color rojo indican las calificaciones más bajas, mientras que los números en azul indican las calificaciones más altas.
| Episodio | Fecha de emisión      | Participación promedio de audiencia | Participación promedio de audiencia | Participación promedio de audiencia |
| Episodio | Fecha de emisión      | AGB Nielsen                         | AGB Nielsen                         | TNmS                                |
| Episodio | Fecha de emisión      | Nacional                            | Seúl                                | Nacional                            |
| -------- | --------------------- | ----------------------------------- | ----------------------------------- | ----------------------------------- |
| 1        | 15 de febrero de 2021 | 14.6%                               | 12.2%                               | 15.7%                               |
| 2        | 16 de febrero de 2021 | 14.5%                               | 12.3%                               | 15.2%                               |
| 3        | 17 de febrero de 2021 | 13.0%                               | 10.9%                               | 14.9%                               |
| 4        | 18 de febrero de 2021 | 12.8%                               | 10.6%                               | 14.5%                               |
| 5        | 19 de febrero de 2021 | 12.5%                               | 10.6%                               | 14.4%                               |
| 6        | 22 de febrero de 2021 | 12.6%                               | 10.8%                               | 13.9%                               |
| 7        | 23 de febrero de 2021 | 13.8%                               | 11.8%                               | 15.2%                               |
| 8        | 24 de febrero de 2021 | 14.2%                               | 12.3%                               | 15.3%                               |
| 9        | 25 de febrero de 2021 | 13.3%                               | 11.2%                               | 15.7%                               |
| 10       | 26 de febrero de 2021 | 13.1%                               | 11.1%                               | 14.7%                               |
| 11       | 1 de marzo de 2021    | 14.2%                               | 12.3%                               | 16.3%                               |
| 12       | 2 de marzo de 2021    | 14.1%                               | 12.1%                               | 16.4%                               |
| 13       | 3 de marzo de 2021    | 13.9%                               | 12.1%                               | 15.3%                               |
| 14       | 4 de marzo de 2021    | 14.8%                               | 12.7%                               | 16.0%                               |
| 15       | 5 de marzo de 2021    | 14.6%                               | 12.9%                               | 16.5%                               |
| 16       | 8 de marzo de 2021    | 14.6%                               | 12.1%                               | 17.0%                               |
| 17       | 9 de marzo de 2021    | 16.1%                               | 13.7%                               | 18.4%                               |
| 18       | 10 de marzo de 2021   | 16.8%                               | 14.3%                               | 18.1%                               |
| 19       | 11 de marzo de 2021   | 15.7%                               | 13.2%                               | 18.2%                               |
| 20       | 12 de marzo de 2021   | 15.3%                               | 13.2%                               | 18.1%                               |
| 21       | 15 de marzo de 2021   | 15.8%                               | 13.3%                               | 18.2%                               |
| 22       | 16 de marzo de 2021   | 16.4%                               | 14.7%                               | 18.9%                               |
| 23       | 17 de marzo de 2021   | 15.9%                               | 13.7%                               | 18.6%                               |
| 24       | 18 de marzo de 2021   | 16.0%                               | 13.9%                               | 18.1%                               |
| 25       | 19 de marzo de 2021   | 16.1%                               | 14.0%                               | 17.8%                               |
| 26       | 22 de marzo de 2021   | 15.9%                               | 13.3%                               | 19.2%                               |
| 27       | 23 de marzo de 2021   | 16.7%                               | 14.5%                               | 18.9%                               |
| 28       | 24 de marzo de 2021   | 16.0%                               | 13.7%                               | 18.4%                               |
| 29       | 25 de marzo de 2021   | 15.9%                               | 14.1%                               | 18.5%                               |
| 30       | 26 de marzo de 2021   | 15.4%                               | 13.2%                               | 19.0%                               |
| 31       | 29 de marzo de 2021   | 16.8%                               | 14.5%                               | 18.8%                               |
| 32       | 30 de marzo de 2021   | 16.8%                               | 14.4%                               | 19.1%                               |
| 33       | 31 de marzo de 2021   | 16.6%                               | 13.9%                               | 17.6%                               |
| 34       | 1 de abril de 2021    | 16.7%                               | 13.9%                               | 18.9%                               |
| 35       | 2 de abril de 2021    | 15.9%                               | 14.3%                               | 18.4%                               |
| 36       | 5 de abril de 2021    | 16.4%                               | 13.9%                               | 18.0%                               |
| 37       | 6 de abril de 2021    | 16.4%                               | 13.7%                               | 19.7%                               |
| 38       | 7 de abril de 2021    | 13.9%                               | 11.2%                               | 16.3%                               |
| 39       | 8 de abril de 2021    | 16.2%                               | 13.4%                               | 18.7%                               |
| 40       | 9 de abril de 2021    | 15.4%                               | 12.7%                               | 17.9%                               |
| 41       | 12 de abril de 2021   | 17.2%                               | 14.4%                               | 19.6%                               |
| 42       | 13 de abril de 2021   | 15.8%                               | 12.8%                               | 18.9%                               |
| 43       | 14 de abril de 2021   | 16.3%                               | 13.5%                               | 18.4%                               |
| 44       | 15 de abril de 2021   | 15.4%                               | 12.6%                               | 18.9%                               |
| 45       | 16 de abril de 2021   | 17.3%                               | 15.0%                               | 17.6%                               |
| 46       | 19 de abril de 2021   | 16.7%                               | 14.5%                               | 18.5%                               |
| 47       | 20 de abril de 2021   | 16.8%                               | 13.8%                               | 18.2%                               |
| 48       | 21 de abril de 2021   | 15.6%                               | 13.6%                               | 18.0%                               |
| 49       | 22 de abril de 2021   | 16.1%                               | 13.9%                               | 18.0%                               |
| 50       | 23 de abril de 2021   | 16.1%                               | 13.8%                               | 17.4%                               |
| 51       | 26 de abril de 2021   | 15.4%                               | 13.5%                               | 19.3%                               |
| 52       | 27 de abril de 2021   | 15.8%                               | 13.1%                               | 18.8%                               |
| 53       | 28 de abril de 2021   | 15.3%                               | 13.6%                               | 17.4%                               |
| 54       | 29 de abril de 2021   | 16.6%                               | 14.6%                               | 19.0%                               |
| 55       | 30 de abril de 2021   | 15.4%                               | 13.5%                               | 19.4%                               |
| 56       | 3 de mayo de 2021     | 15.7%                               | 13.5%                               | 18.2%                               |
| 57       | 4 de mayo de 2021     | 16.7%                               | 14.4%                               | 18.6%                               |
| 58       | 6 de mayo de 2021     | 15.9%                               | 14.3%                               | 17.8%                               |
| 59       | 6 de mayo de 2021     | 15.9%                               | 14.0%                               | 17.5%                               |
| 60       | 7 de mayo de 2021     | 15.5%                               | 13.6%                               | 17.2%                               |
| 61       | 10 de mayo de 2021    | 16.7%                               | 15.1%                               | 18.1%                               |
| 62       | 11 de mayo de 2021    |                                     |                                     |                                     |
| 63       | 12 de mayo de 2021    |                                     |                                     |                                     |
| 64       | 13 de mayo de 2021    |                                     |                                     |                                     |
| 65       | 14 de mayo de 2021    |                                     |                                     |                                     |
| 66       | 17 de mayo de 2021    |                                     |                                     |                                     |
| 67       | 18 de mayo de 2021    |                                     |                                     |                                     |
| 68       | 19 de mayo de 2021    |                                     |                                     |                                     |
| 69       | 20 de mayo de 2021    |                                     |                                     |                                     |
| 70       | 21 de mayo de 2021    |                                     |                                     |                                     |
| 71       | 24 de mayo de 2021    |                                     |                                     |                                     |
| 72       | 25 de mayo de 2021    |                                     |                                     |                                     |
| 73       | 26 de mayo de 2021    |                                     |                                     |                                     |
| 74       | 27 de mayo de 2021    |                                     |                                     |                                     |
| 75       | 28 de mayo de 2021    |                                     |                                     |                                     |
| 76       | 31 de mayo de 2021    |                                     |                                     |                                     |
| 77       | 1 de junio de 2021    |                                     |                                     |                                     |
| 78       | 2 de junio de 2021    |                                     |                                     |                                     |
| 79       | 3 de junio de 2021    |                                     |                                     |                                     |
| 80       | 4 de junio de 2021    |                                     |                                     |                                     |
| 81       | 7 de junio de 2021    |                                     |                                     |                                     |
| 82       | 8 de junio de 2021    |                                     |                                     |                                     |
| 83       | 9 de junio de 2021    |                                     |                                     |                                     |
| 84       | 10 de junio de 2021   |                                     |                                     |                                     |
| 85       | 11 de junio de 2021   |                                     |                                     |                                     |
| 86       | 14 de junio de 2021   |                                     |                                     |                                     |
| 87       | 15 de junio de 2021   |                                     |                                     |                                     |
| 88       | 16 de junio de 2021   |                                     |                                     |                                     |
| 89       | 17 de junio de 2021   |                                     |                                     |                                     |
| 90       | 18 de junio de 2021   |                                     |                                     |                                     |
| 91       | 21 de junio de 2021   |                                     |                                     |                                     |
| 92       | 22 de junio de 2021   |                                     |                                     |                                     |
| 93       | 23 de junio de 2021   |                                     |                                     |                                     |
| 94       | 24 de junio de 2021   |                                     |                                     |                                     |
| 95       | 25 de junio de 2021   |                                     |                                     |                                     |
| 96       | 28 de junio de 2021   |                                     |                                     |                                     |
| 97       | 29 de junio de 2021   |                                     |                                     |                                     |
| 98       | 30 de junio de 2021   |                                     |                                     |                                     |
| 99       | 1 de julio de 2021    |                                     |                                     |                                     |
| 100      | 2 de julio de 2021    |                                     |                                     |                                     |
| Promedio | Promedio              | —                                   | —                                   | —                                   |

## Música
El OST de la serie está conformado por las siguientes canciones:

### Parte 1
| No. | Intérprete | Canción                            | Letra                         | Música      | Duración |
| --- | ---------- | ---------------------------------- | ----------------------------- | ----------- | -------- |
| 1   | Hong Ja    | "I'll Give It Back" (되돌려줄거야) | Jung Bom, Seol Ki-tae y Anais | Seol Ki-tae | 3:26     |
| 2   |            | "I'll Give It Back" (Inst.)        | -                             | Seol Ki-tae | 3:26     |

### Parte 2
| No. | Intérprete  | Canción                           | Letra                         | Música          | Duración |
| --- | ----------- | --------------------------------- | ----------------------------- | --------------- | -------- |
| 1   | Roh Ji-hoon | "Farewell For You" (널 위한 이별) | Seol Ki-tae y Park Gyeong-don | Park Gyeong-don | 3:52     |
| 2   |             | "Farewell For You" (Inst.)        | -                             | Park Gyeong-don | 3:52     |

### Parte 3
| No. | Intérprete | Canción                 | Letra        | Música       | Duración |
| --- | ---------- | ----------------------- | ------------ | ------------ | -------- |
| 1   | Kim Na-hee | "Good Love" (착한 사랑) | Kim Min-jong | Kim Do-hyung | 4:31     |
| 2   |            | "Good Love" (Inst.)     | -            | Kim Do-hyung | 4:31     |

### Parte 4
| No. | Intérprete | Canción         | Letra                  | Música       | Duración |
| --- | ---------- | --------------- | ---------------------- | ------------ | -------- |
| 1   | Byeol Eun  | "Knock" (톡톡)  | Jung Bom y Seol Ki-tae | Kim Jun-soo  | 4:04     |
| 2   |            | "Knock" (Inst.) | -                      | Kim Do-hyung | 4:04     |

### Parte 5
| No. | Intérprete  | Canción                    | Letra                  | Música      | Duración |
| --- | ----------- | -------------------------- | ---------------------- | ----------- | -------- |
| 1   | Roh Ji-hoon | "The Day" (추억이 오는 날) | Jung Bom y Seol Ki-tae | Seol Ki-tae | 3:37     |
| 2   |             | "The Day" (Inst.)          | -                      | Seol Ki-tae | 3:37     |

### Parte 6
| No. | Intérprete | Canción                            | Letra      | Música         | Duración |
| --- | ---------- | ---------------------------------- | ---------- | -------------- | -------- |
| 1   | Kim Na-hee | "Don't Forget to Remember"         | Keon In-ha | Shim Jae-woong | 4:08     |
| 2   |            | "Don't Forget to Remember" (Inst.) | -          | Shim Jae-woong | 4:08     |

### Parte 7
| No. | Intérprete | Canción                              | Letra                         | Música      | Duración |
| --- | ---------- | ------------------------------------ | ----------------------------- | ----------- | -------- |
| 1   | Hongja     | "I'll Give It Back" (versión balada) | Bom Jung, Seol Ki-tae y Anais | Seol Ki-tae | 3:50     |
| 2   |            | "I'll Give It Back" (Inst.)          | -                             | Seol Ki-tae | 3:50     |

### Parte 8
| No. | Intérprete | Canción        | Letra       | Música      | Duración |
| --- | ---------- | -------------- | ----------- | ----------- | -------- |
| 1   | Lee In     | "Pray"         | Bigguyrobin | Bigguyrobin | 4:05     |
| 2   |            | "Pray" (Inst.) | -           | Bigguyrobin | 4:05     |

### Parte 9
| No. | Intérprete  | Canción                           | Letra         | Música      | Duración |
| --- | ----------- | --------------------------------- | ------------- | ----------- | -------- |
| 1   | Ungel Voice | "Amore Triste (Sad Love)"         | Park Ji-hyang | Seol Ki-tae | 3:49     |
| 2   | Ungel Voice | "Sad Love (Amore Triste)"         | Park Ji-hyang | Seol Ki-tae | 3:49     |
| 3   |             | "Amore Triste (Sad Love)" (Inst.) | -             | Seol Ki-tae | 3:49     |

## Premios y nominaciones
| Año  | Categoría                                  | Premio          | Nominado(a)     | Resultado |
| ---- | ------------------------------------------ | --------------- | --------------- | --------- |
| 2021 | Excellence Award, Actor in a Daily Drama   | KBS Drama Award | Kyung Sung-hwan | Nominado  |
| 2021 | Excellence Award, Actress in a Daily Drama | KBS Drama Award | Lee So-yeon     | Nominada  |

## Producción
El drama está basado libremente en la famosa novela francesa "El Conde de Montecristo" (The Count of Monte Cristo) de Alexandre Dumas.
La serie fue creada por Moon Jun-ha (de KBS Drama Production), mientras que la dirección es realizada por Park Ki-ho y el guion por Jeong Hye-won.
Mientras que la producción es realizada por Ham Young-geol, Kim Jin-cheon y Choi Wook, quienes tienen el apoyo del productor ejecutivo Kim Sang-hui (de la KBS). La composición está a cargo de Seol Ki-tae.
La serie también cuenta con el apoyo de las compañías de producción UBICULTURE y May Queen Pictures.

### Recepción
El 25 de mayo de 2021, Good Data Corporation compartió su nueva clasificación de los dramas y miembros del elenco que generaron más revuelo durante la semana del 17 al 23 de mayo del mismo año. Las listas se compilaron a partir del análisis de artículos de noticias, publicaciones de blogs, comunidades en línea, videos y publicaciones en redes sociales sobre los dramas que están actualmente al aire o que saldrán al aire próximamente. La serie obtuvo el puesto número 10 en la lista de dramas más comentados de la semana.